# Hozelec
Hozelec (bis 1927 slowakisch „Hozolec“; deutsch Hohesalz oder Hoseletz, ungarisch Ószelec – bis 1907 Hozelec) ist eine Gemeinde im Osten der Slowakei, mit 777 Einwohnern (Stand 31. Dezember 2024). Sie gehört zum Okres Poprad, der ein Teil des übergeordneten Bezirks Prešovský kraj ist.

## Geographie
Die Gemeinde liegt im Talkessel Podtatranská kotlina (Unter-Tatra-Kessel) in der traditionellen Landschaft Zips, zwischen den Bächen Gánovský potok und Hozelský potok, die zu zwei unterschiedlichen Einzugsgebiete: der erstgenannte gehört zu jenem der Ostsee, während der zweite zum Einzugsgebiet des Schwarzen Meers. Hozelec ist fünf Kilometer von Poprad entfernt.
Verwaltungstechnisch gliedert sich die Gemeinde in den Hauptort Hozelec und Ansiedlung Úsvit, die sich vier Kilometer nordöstlich von Hozelec befindet.

## Geschichte
Der Ort wurde zum ersten Mal 1243 schriftlich erwähnt. Vom 13. Jahrhundert bis 1803 gehörte es zum getrennten „Kleinen Komitat“ des Stuhls der zehn Lanzenträger, danach bis zum Komitat Zips, das bis 1918 zum Königreich Ungarn, 1918–23 zur Tschechoslowakei kamen. Beide Komitate lagen in der historischen Landschaft Zips.

## Bevölkerung
| Jahr                | 1994 | 2004     | 2014    | 2024    |
| ------------------- | ---- | -------- | ------- | ------- |
| Anzahl der Personen | 684  | 831      | 795     | 777     |
| Unterschied         |      | +21,49 % | −4,33 % | −2,26 % |

| Jahr                | 2023 | 2024    |
| ------------------- | ---- | ------- |
| Anzahl der Personen | 787  | 777     |
| Unterschied         |      | −1,27 % |